# Конфлікт у Південній Сербії (2000—2001)
Конфлікт у Південній Сербії, також Конфлікт у Прешевській долині (серб. Сукоби на југу Србије), в албанській історіографії Повстання у Прешевській долині (алб. Kryengritja në Luginën e Preshevës) — конфлікт між Союзною Республікою Югославія та албанськими збройним формуванням «Армія з визволення Прешева, Медведжі та Буяноваца».

## Історія
У червні 1999 року в селі Добросин громади Буяновац етнічні албанці, які почали іменуватися «Армія з визволення Прешева, Медведжі і Буяноваца» (АЗПМБ), створили штаб. Чисельність збройного формування становила близько 800 бойовиків.
Албанські бойовики «АЗПМБ» боролися за відділення територіальних громад Прешево, Медведжа і Буяновац від Югославії. Основні бойові дії розгортались у 5-кілометровій «наземній зоні безпеки», яку було створено у 1999 році на території Югославії за підсумками війни НАТО проти Югославії відповідно до Кумановської військово-технічної угоди. За угодою югославська сторона не мала права тримати в «наземній зоні безпеки» будь-які збройні формування, крім місцевої поліції, якій дозволялося мати тільки легку зброю.
Багато членів цього збройного угрупування раніше відстоювали самостійність Косова і були членами Армії визволення Косова.
Пік активності «Армії з визволення Прешева, Медведжі і Буяноваца» припав на 2001 рік, збігшись з конфліктом у Македонії.
Конфлікт на півдні Югославії вдалося стабілізувати після досягнення у травні 2001 року між Белградом і НАТО домовленостей про повернення контингенту югославських військ у «наземну зону безпеки». Було також досягнуто домовленості про амністію для тих, хто склав зброю, і звернувся до багатонаціональних поліцейських сил, громадські структури тощо. Конфлікт вдалося розв'язати за активної підтримки міжнародних сил під керівництвом НАТО (KFOR), ООН та Республіки Македонія.

## Хронологія
- 2000-й рік:
- 21-22 листопада 2000 року в громаді Буяновац поблизу села Лучани албанський снайпер убив трьох і поранив п'ятьох поліцейських[14]. Після цього МВС почало проведення контртерористичної операції[15]. До 28 листопада загинуло четверо поліцейських і понад 10 осіб поранено.
- 11 грудня 2000 року за даними косовської газети Koha Ditore в Косові на кордоні з громадою Прешево бійці міжнародних сил НАТО (KFOR) заарештували озброєного бойовика «Армії за визволення Прешева, Медведжі і Буяоваца». Згодом його відправили до в'язниці у табір Бондстіл.
- 30-31 грудня 2000 року в громаді Прешево на автошляху Прешево-Гнилане бойовики АЗПМБ захопили в заручники шість сербів. Згодом всі вони були звільнені за посередництва KFOR і президента Союзної Республіки Югославія[14].

- 2001-й рік:
- 18 лютого 2001 року в громаді Буяновац поблизу села Лучани на протитанковій міні підірвалася патрульна машина. Троє поліцейських загинули[16].
- 18 лютого 2001 року в громаді Буяновац албанські бойовики обстріляли поліцейську машину з мінометів. Серби відкрили у відповідь вогонь. За деякими даними, серед бойовиків були втрати[17].
- 18 лютого 2001 року в громаді Вране албанські бойовики атакували поліцейський пост на горі Святого Іллі[17].
- 10 березня 2001 року укладена тимчасова угода про припинення вогню між НАТО і АЗПМБ[18].
- 25 березня 2001 року з території Югославії в Македонію проникли бойовики АЗПМБ і атакували урядові структури[19].
- 29 березня 2001 року в громаді Прешево в околицях села Черевайка албанські бойовики вистрілили з міномета по посту, на якому знаходилися троє поліцейських. Жертв немає[20].
- 11 квітня 2001 року албанські бойовики обстріляли бійців KFOR на косовсько-югославському кордоні. Убитий російський миротворець Михайло Шуйцев[21].
- 12 травня 2001 року албанські бойовики обстріляли з мінометів три села в громаді Прешево[22].
- 12-13 травня 2001 року албанські бойовики захопили село Аровач.
- 14 травня 2001 року сербські війська почали штурм села Аровач. Кілька бойовиків вбито, троє сербських військовослужбовців були поранені[23].
- 15-16 травня 2001 року в громаді Прешево йшли запеклі бої за село Ораевіца. Вбито 14 албанських бойовиків[24].
- 16 травня 2001 року 80 албанських бойовиків перетнули косовсько-югославський кордон і добровільно здалися бійцями KFOR[24].
- 21 травня 2001 року при спробі незаконно перетнути косовсько-югославський кордон бійцями KFOR був заарештований польовий командир Мухамед Джемайлі[25].
- 24 травня 2001 року розпочалася операція «Браво»[1].
- 1 червня 2001 року завершилася операція «Браво»[26].

## Втрати сторін
- Союзна Республіка Югославія:

За весь час конфлікту загинуло 18 югославських військовиків та 30 поліцейських. Ще 68 отримали поранення. Також вбито 8 мирних жителів.
- АЗПМБ:

Кількість вбитих бойовиків достеменно невідома, але, як свідчать дані югославського уряду, близько 30-40 бойовиків загинули, а 45 — здалися силам НАТО.